# Pseudonautia biguttata
Pseudonautia biguttata är en insektsart som beskrevs av Marius Descamps 1983. Pseudonautia biguttata ingår i släktet Pseudonautia och familjen Romaleidae. Inga underarter finns listade i Catalogue of Life.